# Bitka pri Jarmuku
Bitka pri Jarmuku, tradicionalno datirana na 20. avgust 636, je bila pomemben dogodek v obdobju islamskega širjenja tistega časa. Muslimanski Arabci so zadali odločilen poraz bizantinskim četam cesarja Heraklija, zaradi česar je Bizantinsko cesarstvo izgubilo svoje posesti v Siriji in Palestini ter nekoliko kasneje tudi v Egiptu. 

## Zgodovina
Po smrti preroka Mohameda in razrešitvi notranjih arabskih konfliktov (vojne ridda) so njegovi privrženci leta 632 začeli z vojsko širiti svoje ozemlje s podrejanjem sosednjih ljudstev. Čeprav sta na severu proti Arabcem stali dve veliki sili pozne antike, Bizantinsko in perzijsko Sasanidsko cesarstvo, sta ti sili v dolgotrajnih medsebojnih vojnah v desetletjih pred islamsko ekspanzijo precej oslabili druga drugo in se nista mogli s polno močjo zoperstaviti napadom drugega kalifa Omarja ibn al-Hataba. To je še posebej veljalo za Bizantinsko cesarstvo, ki ga je vojna pripeljala na rob propada in katerega vzhodne province, ki so jih sedaj ogrožali Arabci, so Perzijci zapustili šele leta 630. 
Cesar Heraklij je po izgubi Damaska zbral vojsko, da bi napadel Arabce. Kako velika je bila ta vojska, je predmet razprav. Nedavne študije zgodovinarjev ocenjujejo moč bizantinske vojske na 15.000 do 40.000 mož. Bizantinski kronist Teofan, ki je o bitki pisal dobrih 100 let po njej, navaja veliko višjo številko, in sicer 80.000 vojakov. V arabskih virih se najdejo celo številke do 200.000 vojakov na bizantinski strani. Sodobni zgodovinarji domnevajo, da sta bili arabski in bizantinski vojski približno enaki po moči, oziroma da je bila bizantinska nekoliko večja.
Cilj Bizantincev je bil preprečiti nadaljnje širjenje muslimanov. Arabci pod svojim generalom Halidom ibn al-Validom so se pomaknili proti jugu proti reki Jordan, natančneje k njenemu pritoku Jarmuk,  današnji mejni reki med Jordanijo in Sirijo in delno tudi med Jordanijo in Izraelom. Julija 636 se je tu  dogajal niz manjših spopadov, katerim je sledila odločilna bitka. Arabski viri poročajo, da je Bizantince v boju močno oviral prah, ki so ga dvignili močni južni vetrovi, v kar nekateri raziskovalci dvomijo. Arabska vojska se je bojevala veliko bolj enotno od bizantinske, ki je bila sestavljena iz številnih ljudstev, ki so med drugim govorila grško, arabsko, sirsko in armensko, poveljevali pa so ji rivalski poveljniki. 

## Potek in posledice
Sovražni vojski sta se utaborili v dolini reke Jordan. Pred bitko, katere poteka ni mogoče z gotovostjo rekonstruirati, so več tednov potekali manjši spopadi, dokler ni Arabcem očitno uspelo zvabiti dela bizantinske konjenice v zasedo, tako da so se pretvarjali, da se umikajo. Odločilni dejavnik za izid razvijajoče se bitke, so bili očitno spori v bizantinskem vrhovnem poveljstvu med generali Triturijem, Niketo, sinom perzijskega generala in kratkotrajnega velikega kralja Šahrbaraza, in Vahanom. Uradni vrhovni poveljnik, Teodor, ki je bil bodisi cesarjev brat bodisi guverner province Osroene, očitno ni uspel premagati teh napetosti. Po nekaterih virih se je spor med Teodorjem in Vahanom poglobil do te mere, da so armenski vojaki Vahana razglasili za cesarja. V tem trenutku zmede so muslimani napadli presenečene Bizantince. Presekali so jim pot za umik in jih odločilno porazili. Za zmago je bila morda pomembna taktična premoč inovativno organizirane arabske konjenice, ki se je zaradi topografskih razmer lahko bolje razvila. Konjenici je uspelo izpeljati nenaden napad in ločiti bizantinsko težko konjenico od pehote. Arabska pehota je zadala velike izgube bizantinski pehoti in hkrati sama utrpela velike izgube zaradi bizantinske konjenice.  
Arabski Gasanidi, ki so bili pravzaprav bizantinski foederati, so morda prav tako igrali pomembno vlogo. Po zapisih v bizantinskih virih  je njihova vojska morda 12.000 mož med bitko pogosto prebegnila na muslimansko stran, po zapisih v arabskih virih pa so se nekateri Gasanidi, zvesti Bizantincem, po porazu skupaj z ostanki poražene vojske umaknili v Sirijo in Anatolijo in zapustili svojo domovino. Zanesljivo je to, da je bil rimski protinapad na koncu neuspešen, medtem ko je arabski protinapad prebil sovražnikove vrste. Cesarske čete so bile potisnjene na bregove Jarmuka, kjer so jih od zadaj napadli muslimanski konjeniki. Po navedbah virov povsem dezorientirani in demoralizirani bizantinski vojaki sploh niso poskušali pobegniti in se preprosto usedli in čakali smrt. Arabci skoraj niso jemali ujetnikov. 
Arabsko izročilo, ne brez razloga, bitko označuje kot odločilni spopad v vojni proti Bizantinskemu cesarstvu. Nekaj znakov kaže, da je bil zadnji odpor bizantinske vojske v Siriji pod Teodorjevim neposrednim poveljstvom zlomljen šele nekoliko pozneje v drugi veliki bitki med Emeso in Damaskom. Kasnejši arabski zgodovinarji te bitke večinoma ne omenjajo in se popolnoma osredotočajo na bitko pri Jarmuku, verjetno zato, da bi ustvarili vtis, da je bil bizantinski odpor zlomljen v eni sami veliki bitki. 
Sprva Jeruzalem in nato nekatera mesta ob morju, kot je Caesarea Maritima, ki jih je oskrbovala bizantinska flota, so vzdržali še več let. Bitka pri Jarmuku je pomenila odločilno prelomnico, ki je Bizantinsko cesarstvo prisilila, da se je odpovedalo svoji oblasti v Levantu. Srednjeročno je arabska zmaga pri Jarmuku pomenila konec rimskega Orienta, ki je bil 700 let del rimskega imperija, in s tem dokončen konec antike.